# 国際連合人権理事会
国際連合人権理事会（こくさいれんごうじんけんりじかい、英語: United Nations Human Rights Council、UNHRC）は、国際連合総会下部機関（国際連合機関）の常設理事会の1つ。国際連合加盟国の人権の状況を定期的・系統的に見直すことによって国際社会の人権状況を改善しつつ、深刻かつ組織的な人権侵害などに早急に対処するためコフィー・アナン国際連合事務総長（当時）の提言で設置された。
国際連合人権高等弁務官事務所（OHCHR）がその事務局機能を担っている。
国際連合経済社会理事会の機能委員会の一つであった国際連合人権委員会（英語: United Nations Commission on Human Rights、UNCHR）を改組・発展させた組織であり、2006年6月19日に正式発足している。

## 沿革
2006年3月15日、総会は、賛成170、反対4（アメリカ合衆国、マーシャル諸島、パラオ、イスラエル）、棄権3（ベラルーシ、イラン、ベネズエラ）の圧倒的多数を以て、人権理事会創設決議案を可決した。アメリカは、同決議案に規定されたものよりも強力な組織とすることを主張したが容れられず、決議案可決後、他の加盟国と協力して理事会の強化にあたることを表明した（後述）。
2006年5月9日、総会において、全191加盟国による無記名投票で、人権理事会の47の理事国が選出された（#理事国を参照）。
前身の組織である人権委員会は、2006年6月16日までにその活動を総括して解消し、人権理事会へその機能は引き継がれた。
2006年6月19日、スイスのジュネーヴにある国際連合欧州本部で、初回会合が開かれた。

## 組織体制
従来設置されていた人権委員会は、毎年1回6週間だけ、スイスのジュネーヴで開かれる非常置の機関であった。これに対して、人権理事会は、年3回（合計10週間以上）の定例会合の他、理事国の3分の1の要請による緊急会（特別会期）も開かれる常設理事会である。また、人権委員会が経済社会理事会の下部に位置する独立の機能委員会であったのに対し、人権理事会は総会の直接の下部機関（補助機関）へと昇格した。
人権委員会は53ヶ国の委員から成っていたが、人権理事会は47の理事国から成る。人権理事会の理事は、地域グループごとに員数が配分され、アフリカグループに13、アジア太平洋グループに13、東ヨーロッパグループに6、ラテンアメリカ・カリブ海グループに8、西ヨーロッパ・その他グループに7の計47になる。理事国は、総会の秘密投票で、全加盟国の絶対過半数（96票以上）の得票を得、かつ、上位（議席数内）の得票を得た国が選出される。任期は3年で、連続3選は不可。
人権委員会は、委員となる国の資格を特に定めていなかった。そのため、ダルフール紛争の渦中で劣悪な人権状況にあると指摘されるスーダンが議長国となるなど、問題が多かった。人権理事会では、まずその点を改め、理事となる国には「最高水準」（英語: the highest standards）の人権状況が求められるようにした。理事国に深刻かつ組織的な人権侵害があった場合には、総会で投票国の3分の2以上の賛成により理事国資格が停止される。ロシアのウクライナ侵攻においてロシアが人権侵害や国際人道法違反をしたとして、2022年4月7日の国連総会の緊急特別会合にロシアの人権理事会理事国資格の停止決議案が提出され、賛成93、反対24、棄権58により採択。この決議は将来における資格復活の可能性を残すものだったが、採択直後にロシアは人権理事会からの離脱を表明した。1年半後、ロシアは理事国に復帰すべく2024-2026年の理事国に東ヨーロッパグループから立候補したが、2023年10月10日の投開票では83票にとどまり、アルバニアの123票、ブルガリアの160票に及ばず落選した。

## 理事国
2006年5月9日、総会において、全191加盟国による無記名投票で、人権理事会の47の理事国が選出された。理事国は5つの地域グループごとに、総会の絶対過半数（96ヶ国）の得票で選出される。任期は3年で、毎年3分の1が改選される。初回である2006年選挙では、任期1年の国と任期2年の国を各々3分の1ずつ籤で決めた（なお、日本は任期2年）。理事国に選出された国と得票数は次の通り。
- アフリカグループ（定数13ヶ国）：ガーナ（183票）、ザンビア（182票）、セネガル（181票）、南アフリカ（179票）、モーリシャス（178票）、モロッコ（178票）、マリ共和国（178票）、ガボン（175票）、ジブチ（172票）、カメルーン（171票）、チュニジア（171票）、ナイジェリア（169票）、アルジェリア（168票）
- アジア太平洋グループ（定数13ヶ国）：インド（173票）、インドネシア（165票）、バングラデシュ（160票）、日本（158票）、マレーシア（158票）、パキスタン（149票）、大韓民国（148票）、中華人民共和国（146票）、ヨルダン（137票）、フィリピン（136票）、バーレーン（134票）、サウジアラビア（126票）、スリランカ（123票）
- 東ヨーロッパグループ（定数6ヶ国）：ロシア（137票）、ポーランド（108票）、チェコ（105票）、ウクライナ（109票、第2回目投票）、アゼルバイジャン（103票、第2回目投票）、ルーマニア（98票、第3回目投票）
- ラテンアメリカ・カリブ海グループ（定数8ヶ国）：ブラジル（165票）、アルゼンチン（158票）、メキシコ（154票）、ペルー（145票）、グアテマラ（142票）、ウルグアイ（141票）、キューバ（135票）、エクアドル（128票）
- 西ヨーロッパ・その他グループ（定数7ヶ国）：ドイツ（154票）、フランス（150票）、英国（148票）、スイス(140票）、オランダ（137票）、フィンランド（133票）、カナダ（130票）

国内の人権状況に問題があるとして、国際社会から厳しく見られている中華人民共和国やサウジアラビアなども理事国となったことについては注目されている。なお、安全保障理事会の常任理事国（P5）の中では、唯一、アメリカ合衆国のみ、人権理事会設置決議に反対して理事国に立候補しなかった（しかし理事会への協力は表明し、2010年以降は理事国になっている）。
| 任期            | アフリカグループ                                               | アジア太平洋グループ                                     | 東ヨーロッパグループ                | ラテンアメリカ・カリブ海グループ     | 西ヨーロッパ・その他グループ                              |
| --------------- | -------------------------------------------------------------- | -------------------------------------------------------- | ----------------------------------- | ------------------------------------ | --------------------------------------------------------- |
| 2006年 - 2007年 | アルジェリア モロッコ 南アフリカ共和国 チュニジア              | バーレーン インド インドネシア フィリピン                | ポーランド · チェコ                 | アルゼンチン エクアドル              | フィンランド · オランダ                                   |
| 2006年 - 2008年 | ガボン ガーナ マリ ザンビア                                    | 日本 パキスタン スリランカ 韓国                          | ルーマニア · ウクライナ             | ブラジル グアテマラ ペルー           | フランス イギリス                                         |
| 2006年 - 2009年 | ジブチ カメルーン モーリシャス ナイジェリア セネガル           | バングラデシュ 中国 ヨルダン マレーシア サウジアラビア   | アゼルバイジャン ロシア             | キューバ · メキシコ · ウルグアイ     | ドイツ カナダ スイス                                      |
| 2008年 - 2010年 | エジプト · アンゴラ · マダガスカル · 南アフリカ共和国          | インド インドネシア カタール フィリピン                  | ボスニア・ヘルツェゴビナ スロベニア | ボリビア ニカラグア                  | オランダ イタリア                                         |
| 2009年 - 2011年 | ブルキナファソ ガボン ガーナ ザンビア                          | バーレーン 日本 パキスタン 韓国                          | スロバキア · ウクライナ             | アルゼンチン · ブラジル · チリ       | フランス イギリス                                         |
| 2010年 - 2012年 | ジブチ カメルーン モーリシャス ナイジェリア セネガル           | バングラデシュ 中国 ヨルダン キルギス サウジアラビア     | ロシア · ハンガリー                 | キューバ · メキシコ · ウルグアイ     | ベルギー · ノルウェー · アメリカ合衆国                    |
| 2011年 - 2013年 | アンゴラ リビア モーリタニア ウガンダ                          | カタール マレーシア モルディブ タイ                      | モルドバ ポーランド                 | エクアドル グアテマラ                | スイス スペイン                                           |
| 2012年 - 2014年 | ベナン ボツワナ ブルキナファソ コンゴ共和国                    | インド インドネシア クウェート フィリピン                | ルーマニア · チェコ                 | チリ · コスタリカ · ペルー           | イタリア · オーストリア                                   |
| 2013年 - 2015年 | エチオピア · コートジボワール · ガボン · ケニア · シエラレオネ | 日本 カザフスタン パキスタン 韓国 アラブ首長国連邦       | エストニア · モンテネグロ           | アルゼンチン ブラジル ベネズエラ     | ドイツ アイルランド アメリカ合衆国                        |
| 2014年 - 2016年 | アルジェリア モロッコ ナミビア 南アフリカ共和国                | 中国 · モルディブ · サウジアラビア · ベトナム            | 北マケドニア ロシア                 | キューバ · メキシコ                  | フランス イギリス                                         |
| 2015年 - 2017年 | ボツワナ コンゴ共和国 ガーナ ナイジェリア                      | バングラデシュ インド インドネシア カタール              | アルバニア · ラトビア               | ボリビア エルサルバドル パラグアイ   | オランダ ポルトガル                                       |
| 2016年 - 2018年 | ブルンジ · コートジボワール · エチオピア · ケニア · トーゴ     | 韓国 キルギス モンゴル フィリピン アラブ首長国連邦       | ジョージア スロベニア               | エクアドル パナマ ベネズエラ         | ベルギー ドイツ スイス                                    |
| 2017年 - 2019年 | エジプト · ルワンダ · チュニジア · 南アフリカ共和国            | 中国 イラク 日本 サウジアラビア                          | クロアチア · ハンガリー             | ブラジル · キューバ                  | イギリス アメリカ合衆国 （→2018年7月からは アイスランド） |
| 2018年 - 2020年 | アンゴラ · コンゴ民主共和国 · ナイジェリア · セネガル          | アフガニスタン ネパール カタール パキスタン              | スロバキア · ウクライナ             | チリ · メキシコ · ペルー             | オーストラリア スペイン                                   |
| 2019年 - 2021年 | ブルキナファソ カメルーン エリトリア ソマリア トーゴ           | バーレーン バングラデシュ フィジー インド フィリピン     | ブルガリア · チェコ                 | アルゼンチン バハマ ウルグアイ       | オーストリア · デンマーク · イタリア                      |
| 2020年 - 2022年 | ナミビア スーダン モーリタニア リビア                          | インドネシア 日本 韓国 マーシャル諸島                    | アルメニア ポーランド               | ブラジル ベネズエラ                  | ドイツ オランダ                                           |
| 2021年 - 2023年 | コートジボワール ガボン マラウイ セネガル                      | 中国 ネパール パキスタン ウズベキスタン                  | ウクライナ · ロシア · チェコ        | ボリビア · キューバ · メキシコ       | フランス イギリス                                         |
| 2022年 - 2024年 | ベナン · カメルーン · エリトリア · ガンビア · ソマリア         | インド カザフスタン マレーシア カタール アラブ首長国連邦 | リトアニア · モンテネグロ           | アルゼンチン ホンジュラス パラグアイ | フィンランド · ルクセンブルク · アメリカ合衆国            |
| 2023年 - 2025年 | アルジェリア モロッコ 南アフリカ共和国 スーダン                | バングラデシュ · キルギス · モルディブ · ベトナム        | ジョージア · ルーマニア             | チリ · コスタリカ                    | ベルギー ドイツ                                           |
| 2024年 - 2026年 | ブルンジ コートジボワール ガーナ マラウイ                      | 中国 インドネシア 日本 クウェート                        | アルバニア · ブルガリア             | ブラジル · キューバ · ドミニカ共和国 | フランス オランダ                                         |

## 議長[9]
| 代 | 氏名                                       | 国             | 期間                           |
| -- | ------------------------------------------ | -------------- | ------------------------------ |
| 1  | ルイス・アルフォンソ・デアルバ             | メキシコ       | 2006年6月19日 - 2007年6月18日  |
| 2  | ドル・ロムルス・コエスタ                   | ルーマニア     | 2007年6月19日 - 2008年6月18日  |
| 3  | Martin Ihoeghian Uhomoibhi                 | ナイジェリア   | 2008年6月19日 - 2009年6月18日  |
| 4  | アレックス・ファン・メーウェン             | ベルギー       | 2009年6月19日 - 2010年6月18日  |
| 5  | シハサック・プアンゲッゲオ                 | タイ           | 2010年6月19日 – 2011年6月18日  |
| 6  | ラウラ・デュプイ・ラセール                 | ウルグアイ     | 2011年6月19日 – 2012年12月31日 |
| 7  | Remigiusz Henczel                          | ポーランド     | 2013年1月1日 – 2013年12月31日  |
| 8  | Baudelaire Ndong Ella                      | ガボン         | 2014年1月1日 – 2014年12月31日  |
| 9  | ヨアキム・リュッカー                       | ドイツ         | 2015年1月1日 – 2015年12月31日  |
| 10 | Choi Kyong-lim                             | 大韓民国       | 2016年1月1日 - 2016年12月31日  |
| 11 | Joaquín Alexander Maza Martelli            | エルサルバドル | 2017年1月1日 – 2017年12月31日  |
| 12 | Vojislav Šuc                               | スロベニア     | 2018年1月1日 - 2018年12月31日  |
| 13 | Coly Seck                                  | セネガル       | 2019年1月1日 - 2019年12月31日  |
| 14 | エリザベート・ティヒー＝フィッスルベルガー | オーストリア   | 2020年1月1日 - 2021年1月       |
| 15 | ナザト・シャミーム                         | フィジー       | 2021年1月15日 - 2021年12月31日 |
| 16 | フェデリコ・ビジェガス                     | アルゼンチン   | 2022年1月1日 - 2022年12月31日  |
| 17 | ヴァーツラフ・バレク                       | チェコ         | 2023年1月1日 - 2023年12月31日  |
| 18 | オマル・ズニバー                           | モロッコ       | 2024年1月1日 - （現職）        |

## 活動内容
- 2006年6月19日、人権理事会の初回会合が、ジュネーブにある国際連合欧州本部で開幕した。コフィー・アナン事務総長は、演説で、「人権分野における国際連合の活動に新しい時代が開かれた」と宣言した。また、事務総長は、「設立から5年間の見直し期間中に、主要機関へ格上げされるだけの働きを見せてほしい」と演説した。29日、人権理事会は、「強制失踪からのすべての者の保護に関する国際条約」（強制失踪防止条約）案を全会一致で採択し、総会に対し、同年中の採択を勧告した。この条約は、2006年12月20日に第61回国連総会にて採択され、2010年12月23日に発効した。
この条約案は、アルゼンチン、チリなど南米の軍事政権による、国内の反体制者の逮捕・監禁を防止することを主たる目的として、20年以上前から起案作業が進められた。しかし、関係各国の利害対立により、採択されるに至らなかった。その後、北朝鮮による日本人拉致問題などを念頭に、日本が「国境を越えた拉致」も条約案に盛り込むよう働きかけて採択のために積極的に活動した。2003年から本格的に議論が開始されて採択に至った。
この条約案は、条約加盟国に対しての強制失踪を重大な犯罪として法的に禁じるとともに刑罰を設けるよう定める。司法による手続きに基づかない逮捕、監禁、拉致の理由に、内戦などを挙げることを認めず、秘密情報員や国家の承認を受けたグループによる拉致を「人道に対する罪」と断定している。被害者やその遺族には、失踪の真相に対して知る権利を付与している。当該国家に対しては、拉致被害者の解放と補償を求めている。また、強制失踪問題を監視する委員会を創設して必要があれば同委員会が現地調査も行う。
- 2008年5月14日には、日本の人権状況に関する報告書の中で、慰安婦（日本軍性奴隷制）問題に関する完全な解決を日本国政府に対し要求した。
- 2011年6月17日の第17回会合では、性的指向と性自認に関する宣言とウィーン宣言及び行動計画の実現のため、国際連合人権高等弁務官に、2011年12月までに全世界の性的指向と性自認に関連した人権蹂躙の調査を求め、その問題を理事会第19回会合にて議論するという内容の決議を採択した[13]（賛成:23 反対:19 棄権:3）
- 2011年12月2日、シリアのアサド政権による反政府デモ弾圧に関する特別会合を開き、非難決議を賛成37、反対4、棄権6で採択した。ピレイ国連人権高等弁務官は殺害された市民が子ども307人を含む計4000人以上になったと述べ、国際連合安全保障理事会への勧告を求めたが採決案から外された。シリアの人権状況を継続的に監視する「特別報告者」の設置も決めた。本特別会合は8月に続き今年に入って3回目である[14][15]。
- 2013年3月21日、北朝鮮の人権状況を調べる調査委員会の立ち上げを全会一致で承認した[16]。
- 2013年3月31日、日本の精神保健は精神障害者の非常に大勢が、自らの意思に反して長期間に渡って社会的入院、身体拘束と隔離が過剰に用いられているとして、全ての精神科病院を訪問監査する独立組織を立ち上げること、外来ケアとコミュニティケアを充実させ、入院患者数を削減する（脱施設化）よう、日本国政府に勧告している[17]。同様に経済協力開発機構も、日本は他国に比べると「脱施設化が遅れている」と、日本国政府に勧告している[18]。
- 2014年7月23日、イスラエルのガザ侵攻を非難する決議を29ヶ国の賛成多数で可決。理事会議長が派遣する調査委員会が国際人道法・国際人権法違反を調べるとしている[19]。
  - 当事者のパレスチナ自治政府と、アラブ諸国などが共同で決議案を提出。アメリカ合衆国が反対、欧州連合諸国と日本など17ヶ国は棄権。イスラエルは「衡平を欠く」と猛反発しており、調査に協力する可能性は低いと見られている。
- 2017年、国連特別報告者のデビット・ケイが日本の放送メディアの独立性を強化するため、独立した監督機関を検討する必要があると報告[20]。
- 2018年6月19日、アメリカのドナルド・トランプ政権は、国際連合人権理事会からの脱退を表明した[21]。
- 2019年7月11日、日本や欧州連合諸国など22カ国の大使が中国の新疆ウイグル再教育キャンプを非難する共同書簡を理事会に提出[22]。
  - これに対して26日、パレスチナ自治政府とアラブ諸国、アフリカ連合諸国、イラン、パキスタン、ベラルーシ、トルクメニスタン、キューバ、ベネズエラ、フィリピン、ミャンマー、北朝鮮、シリア、ロシアなど50カ国の大使が連名で中国を支持する書簡を理事会に提出[23][24][25][26][27]。
- 2020年6月17日、ジョージ・フロイドの死に端を発したアメリカ国内及び世界各地での人種差別状況について討議[28]。
- 2023年8月、「ビジネスと人権」作業部会は訪日調査報告書を発表し、その中で日本に根強く残る問題として、「女性、LGBTQI＋（性的少数者）、障害者、先住民族（アイヌ民族）、部落、労働組合が特にリスクにさらされている」とした上で、この他にも技能実習制度（移民労働者）や気候変動対策・環境問題、福島第一原子力発電所事故収束作業を巡る強制労働、PFAS（有機フッ素化合物）、ジャニー喜多川性加害問題、女性ジャーナリストの性的被害に対する救済措置不足、アニメ業界での長時間労働やクリエイターの知的財産権についても改善を求めた[29]。

## 批判
アメリカ合衆国のバラク・オバマ政権の人権担当のアメリカ国連大使だったキース・ハーパーは、2006年の設立から2009年のアメリカが初出馬後の選出されるまでの間に人権理事会を牛耳っていたのは中国やキューバ、パキスタンのような人権抑圧国家だったと批判している。